# ジェフ・ウィリス
ジェフリー・ジェフ・ウィリス（Geoffrey Geoff Willis  、1959年12月23日 - ）は、イングランド出身の自動車技術者。主に、F1の分野で活動している。

## 経歴
ケンブリッジ大学で機械工学を専攻した後、ミドルセックス州のテディントンにある国立物理研究所に勤務し、流体力学（主に水理学）をもとにした多くのイギリスの国防プロジェクトに携わった。この時期にウィリスはエクセター大学にて流体力学の博士号を取得した。
1987年にイギリスのアメリカスカップに参加するデザインチームに加わり、サンディエゴで3年間過ごし、コンピュータによる流体力学シミュレーションを手がけた。
1990年代前半にレイトンハウスに技術者としてエイドリアン・ニューウェイと一時共に働き、初期のコンピュータを利用する流体力学の技術者として活動した。
その後、ウィリアムズに移籍し先に移籍していたニューウェイ、エグバル・ハミディと共に流体力学の技術者として働きFW14Bなどのマシンに関わった。1996年にニューウェイが離脱したことに伴い、1997年にエアロダイナミストに昇格し、チーフデザイナーに同じく昇格したギャビン・フィッシャーと共にウィリアムズの技術部門で重要な役割を果たした。
2001年、B・A・Rにテクニカルディレクターとして移籍しB・A・R 005、B・A・R 006、B・A・R 007の設計をした。その後、ホンダがB・A・Rを買収し、2006年6月22日に中本修平をシニア・テクニカルディレクターに任命したことで、ウィリスの立場が不明確になった。チームは流体力学を重視するため、ウィリスを流体力学研究グループの長に据えてレースに同行することを止めるように言ったが、ウィリスはそれを不服とし1年後にチームを離脱した。
2007年7月17日、レッドブル・レーシングに移籍しニューウェイの下、テクニカルディレクターとして活躍した。
2009年7月10日、レッドブル・レーシングより離脱。
2010年3月4日、ヒスパニア・レーシング・F1チームの体制発表会でジェフ・ウィリスの加入が正式発表された。
2011年9月、メルセデスGPのテクノロジー・ディレクターに就任することが決定した。
F1チーム予算制限の影響で2023年以降から、アメリカズ・カップ（ヨットレース）のイネオス ブリタニア・チーム担当に出向。